# Dasylirion graminifolium
Dasylirion graminifolium là một loài thực vật có hoa trong họ Măng tây. Loài này được (Zucc.) Zucc. mô tả khoa học đầu tiên năm 1838.

## Hình ảnh

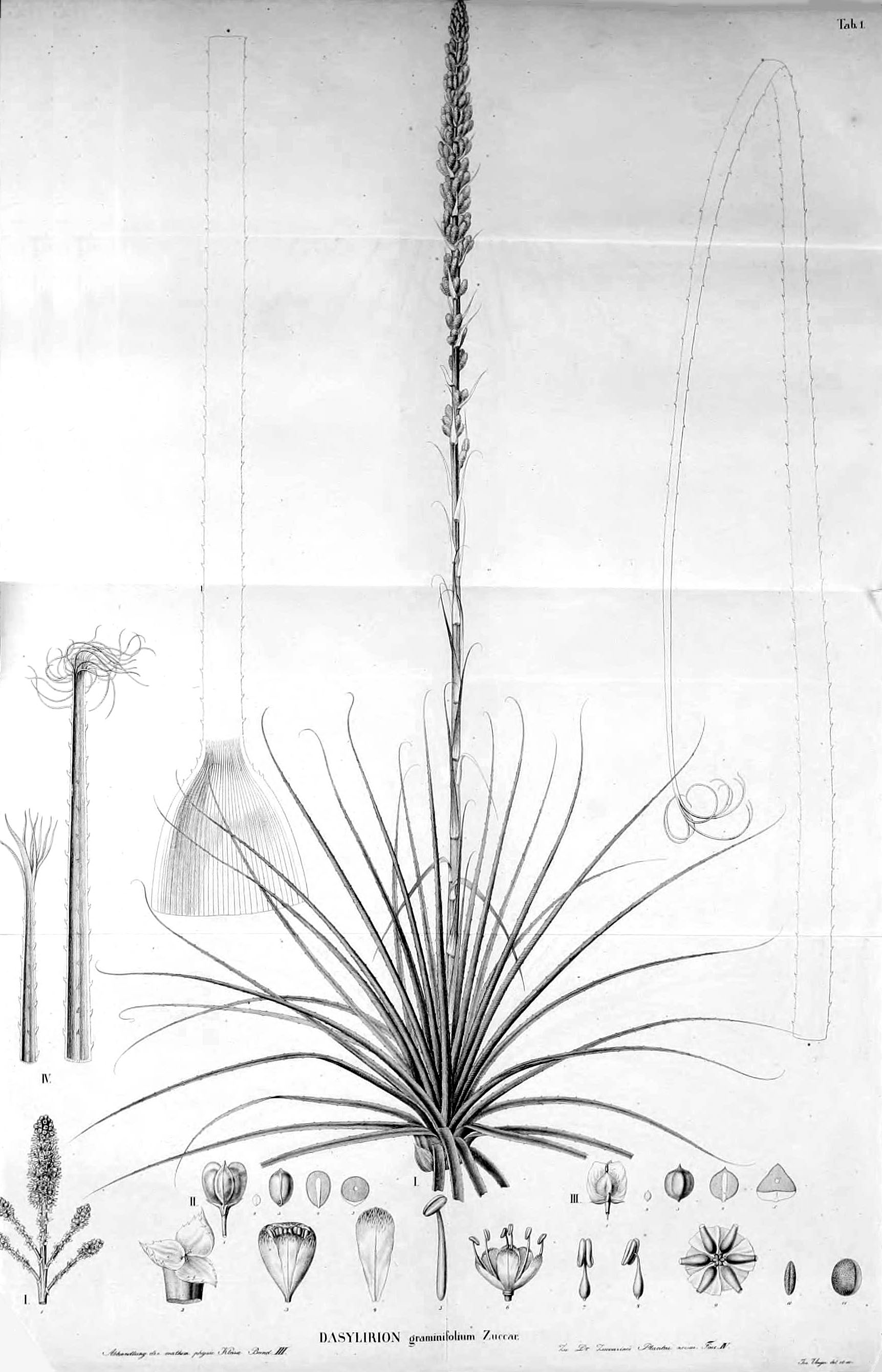